# Козлово (Завьяловский район)
Козло́во — деревня в Завьяловском районе Удмуртии, входящая в Подшиваловское сельское поселение. Расположена в 13 км к юго-западу от центра Ижевска. Через деревню протекает река Сепыч, правый приток Ижа.

## История
До революции деревня входила в состав Сарапульского уезда Вятской губернии. По данным десятой ревизии в 1859 году в 14 дворах казённой деревни Кечьгурт (Козлово) при речке Сепыче малом проживало 99 человек, работала мельница и 2 кузницы.
При образовании Вотской АО, Козлово включается в Лудорвайский сельсовет, но уже в 1925 году при разукрупнении сельсоветов из него выделяется Козловский сельсовет, с центром в Козлово. В 1937 году центр Козловского сельсовета переносится в Сепыч, а в 1941 году сельсовет переименовывается в Сепычевский. В 1959 году Сепычевский сельсовет объединяется с Советско-Никольским в Подшиваловский, центром объединённого сельсовета становится Подшивалово.

## Улицы
- Мира улица
- Свободы улица